# Eberhard Ebert
Eberhard Ebert (27 de Junho de 1907 - ) foi um comandante de U-Boot que serviu na Kriegsmarine durante a Segunda Guerra Mundial.